# Micrurus sangilensis
Micrurus sangilensis (сантандерський кораловий аспід) — вид отруйних змій родини аспідових (Elapidae). Ендемік Колумбії.

## Поширення і екологія
Сантандерські коралові аспіди мешкають в горах Східного хребта Колумбійських Анд, в басейнах річок Суарес і Лебріха в департаментах Сантандер і Кундінамарка. Вони живуть в сухих і вологих гірських тропічних лісах і хмарних лісах, трапляються на кавових плантаціях і поблизу людських поселень. Зустрічаються на висоті від 817 до 2077 м над рівнем моря.

## Збереження
МСОП класифікує цей вид як вразливий. Micrurus sangilensis загрожує знищення природного середовища.